# La banda dei brocchi
La banda dei brocchi è un romanzo dello scrittore britannico Jonathan Coe, pubblicato per la prima volta nel 2001.
Il titolo originale The Rotters' Club è tratto dal titolo di un album del gruppo inglese Hatfield and the North ma è anche un gioco di parole con il cognome (Trotter) di due dei protagonisti. Dal libro la BBC ha tratto un film per la televisione.
Ha avuto due seguiti: Circolo chiuso (The Closed Circle, 2004) e Middle England (2018) ambientati rispettivamente negli anni '90 e nel periodo del referendum per la Brexit.

## Trama
La banda dei brocchi è la storia di Benjamin e del suo gruppo di amici che passano gli anni della loro adolescenza nel prestigioso liceo privato King William di Birmingham durante gli anni settanta. La trama del libro si allarga fino a coprire numerosi eventi storici che segnano profondamente le vite dei protagonisti. Si narra dunque degli attentati dell'IRA, delle dure lotte sindacali dell'epoca, dei governi laburisti che hanno preceduto l'ascesa della Thatcher e, in musica, della fine del genere progressive e dell'avvento del punk.

## Personaggi
- Ben Trotter: romantico adolescente, musicista e scrittore, ed innamorato di Cicely Boyd.
- Philip Chase: migliore amico di Ben, appassionato di musica, ed impegnato a realizzare un gruppo rock progressivo il bastone di Gandalf.
- Doug Anderton: amico di Ben e Philip con cui condivide la scuola, invaghito di Claire. Figlio del sindacalista Bill .
- Claire Newman: sorella di Miriam ed amica di Benjamin, Philip e Doug.
- Colin Trotter: dirigente di fascia bassa nella fabbrica Longbridge.
- Sheila Trotter: madre di Ben.
- Paul Trotter: fratello minore, anche se più maturo della sua età, di Ben.
- Lois Trotter: sorella di Paul e Ben.
- Malcolm: ragazzo di Lois conosciuto attraverso un'inserzione su un giornale.
- Bill Anderton: dipendente e sindacalista nella fabbrica Longbridge. Ha una relazione extraconiugale con Miriam, una collega.
- Irene Anderton: moglie di Bill e madre di Doug.
- Miriam Newman: affascinante segretaria alla Longbridge e amante di Bill Anderton. È la sorella di Claire.
- Sam Chase: padre di Philip, lavora come autista di autobus.
- Barbara Chase: moglie di Sam e madre di Philip, è corteggiata da Miles Plumb, insegnante di arte del figlio Philip.
- Miles Plumb: pomposo insegnante d'arte al King William, la scuola dei ragazzi protagonisti del romanzo.
- Cicely Boyd: bella teenager della vicina scuola femminile oggetto dell'attenzione di molti coetanei ed in particolare di Ben Trotter.
- Sean Harding: studente del King William, dagli atteggiamenti burloni. Scrive, sotto pseudonimo, su La Bacheca, giornale scolastico.

## Riconoscimenti
La banda dei brocchi ha vinto la seconda edizione del Bollinger Everyman Wodehouse Prize.

## Edizioni in italiano
- Jonathan Coe, La banda dei brocchi, traduzione di Roberto Serrai, Feltrinelli, Milano 2002 ISBN 88-07-01604-4
- Jonathan Coe, La banda dei brocchi, lettrice: Paola Brieda, Centro internazionale del libro parlato, Feltre 2003
- Jonathan Coe, La banda dei brocchi, traduzione di Roberto Serrai, Feltrinelli, Milano 2004 ISBN 88-07-81774-8
- Jonathan Coe, La banda dei brocchi, traduzione di Roberto Serrai, Feltrinelli, Milano 2014 ISBN 978-88-07-88537-2